# Zwartkapdwergcotinga
De zwartkapdwergcotinga (Iodopleura fusca) is een zangvogel uit de familie Tityridae.

## Verspreiding en leefgebied
Deze soort komt voor in oostelijk Venezuela, de Guyana's en noordoostelijk Brazilië.

## Status
De grootte van de populatie is niet gekwantificeerd maar de soort wordt omschreven als schaars en met een versnipperde verspreiding. Op de Rode lijst van de IUCN heeft deze soort de status niet bedreigd.